# Josef Mikl

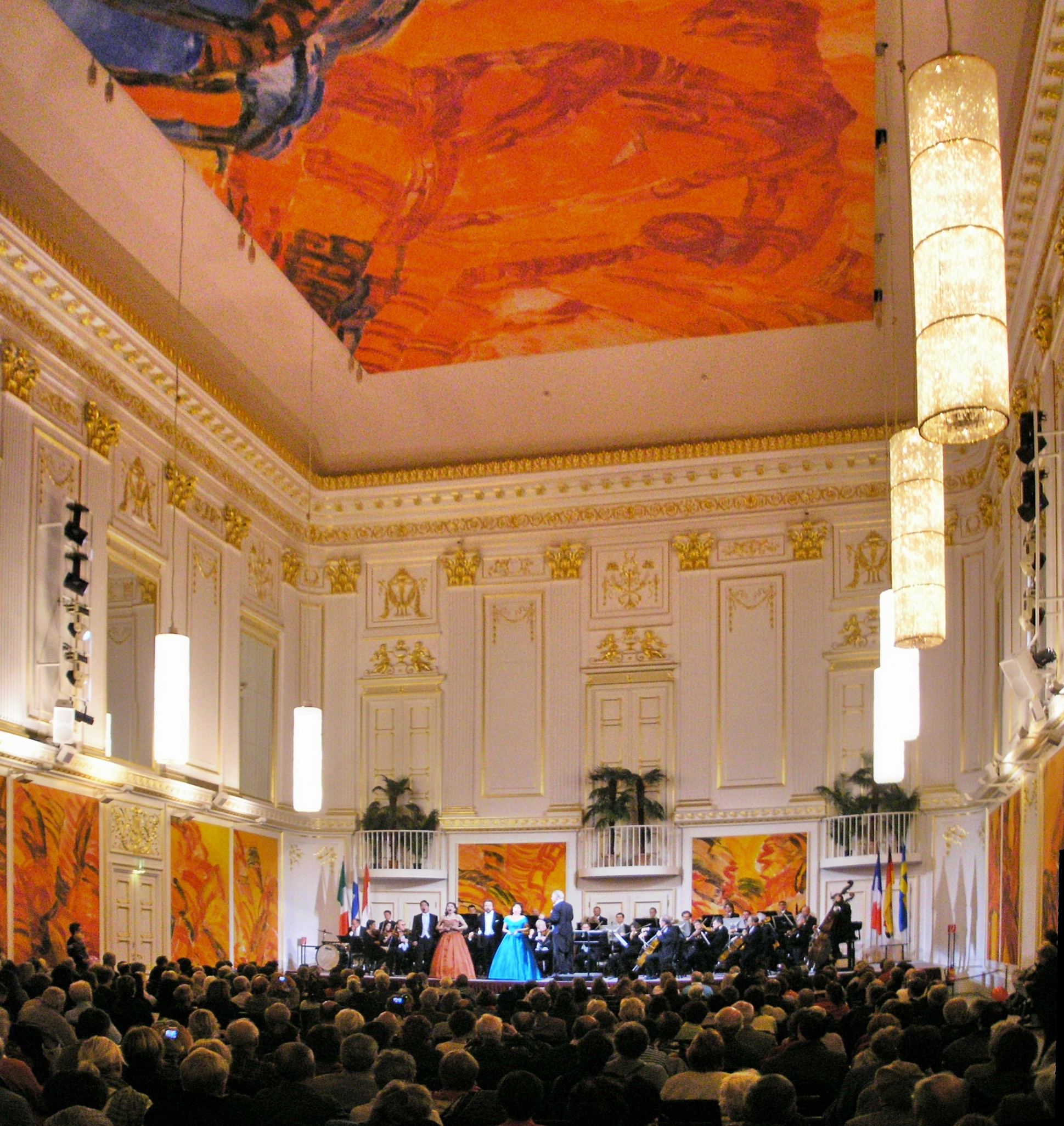
Gestaltung des Redoutensaals in der Wiener Hofburg

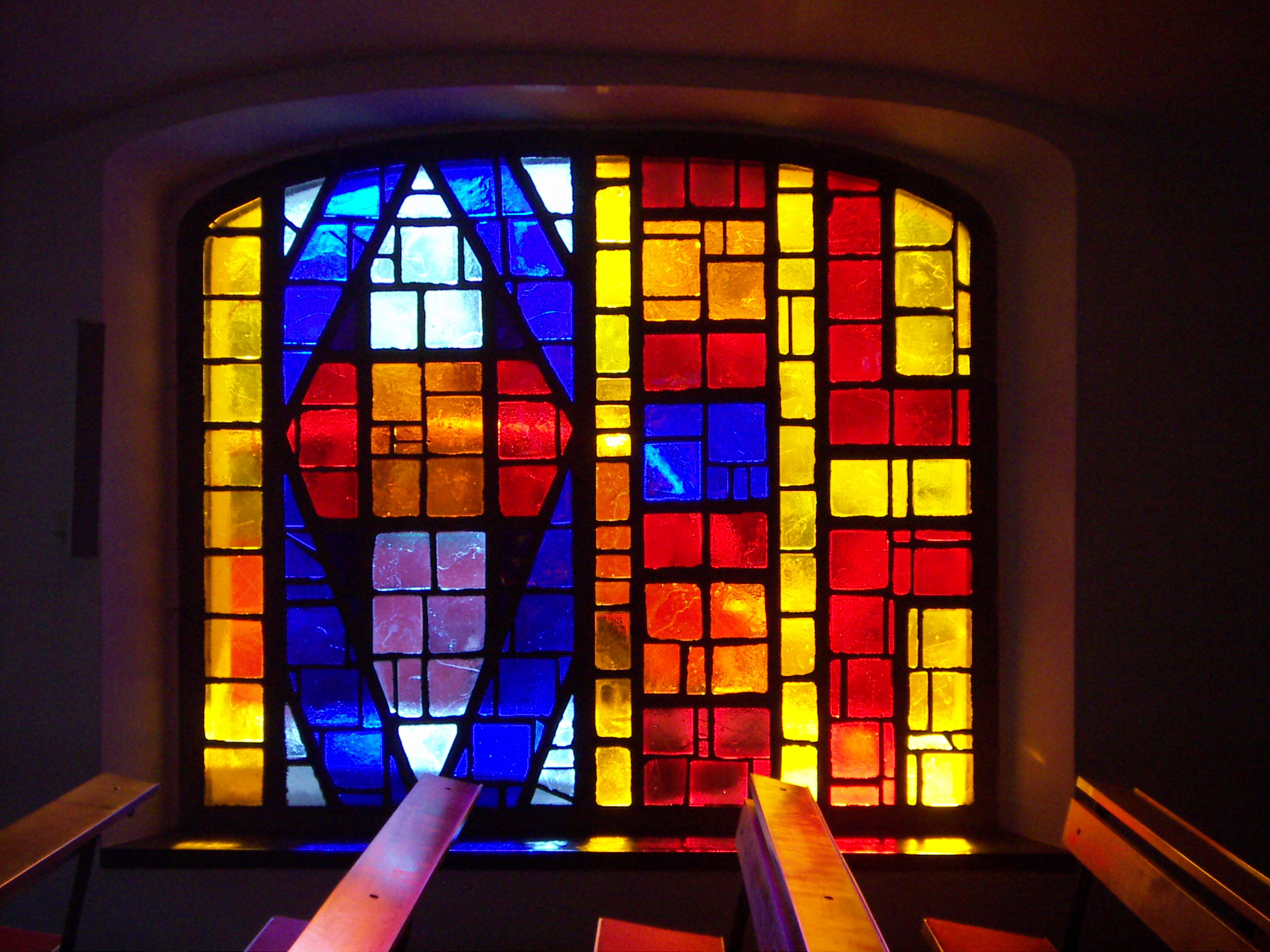
Parscher Pfarrkirche Zum Kostbaren Blut

Josef Mikl (* 8. August 1929 in Wien; † 29. März 2008 ebenda) war ein österreichischer Maler und Grafiker.

## Leben
Josef Mikl besuchte von 1946 bis 1948 die Höhere Graphische Lehr- und Versuchsanstalt in Wien. Danach studierte von 1948 bis 1955 an der Akademie der bildenden Künste in Wien bei Josef Dobrowsky, wo er auf das Abschlussdiplom verzichtete. 1956 gründete er mit Wolfgang Hollegha, Markus Prachensky und Arnulf Rainer die Künstlergruppe „Galerie nächst St. Stephan“. 1962 wurde sein Sohn Franz Wibmer geboren, der Maler ist. 1964 stellte er auf der documenta III aus; 1977 nahm er an der documenta 6 teil. 1968 vertrat Mikl Österreich bei der Biennale in Venedig. Von 1969 bis 1997 war Mikl Professor an der Akademie der bildenden Künste in Wien.
Mikl vertrat einen abstrakten Realismus mit der menschlichen Figur als zentralem Thema. Ein besonderer Stellenwert kam bei ihm der Zeichnung zu.
Mikl starb im Alter von 78 Jahren an einer Krebserkrankung und wurde auf dem Döblinger Friedhof bestattet.
2023 wurde der Gemeindebau in der Schönbrunner Straße 242 in Meidling Josef-Mikl-Hof benannt.

## Auszeichnungen
- 1955: Förderungspreis der Stadt Wien
- 1973: Preis der Stadt Wien für Bildende Kunst, Malerei und Graphik
- 1990: Österreichisches Ehrenzeichen für Wissenschaft und Kunst
- 2004: Großes Goldenes Ehrenzeichen für Verdienste um die Republik Österreich[5]
- 2004: Ehrenring der Stadt Wien[6]

## Werke im öffentlichen Raum
- 1956: Kirchenfenster der Pfarrkirche Parsch, Salzburg
- 1959–1961: Kirchenfenster der Friedenskirche in Hiroshima
- 1963–1964: Kirchenfenster der Pfarrkirche Lehen in Salzburg
- 1965: Kirchenfenster der Filialkirche Aderklaa
- Emmaus-Bild an der Altarwand der Emmaus-Kapelle im Bildungszentrum St. Virgil Salzburg
- 1992–1997: Deckenbild und 22 Wandbilder im Großen Redoutensaal der Wiener Hofburg (nach dem Brand von 1992)

## Publikationen
- Einige Untaten der Journalistenfresserin Hawranek. Galerie Der Spiegel, Köln 1964.
- Die Hawranek und die Journalisten. 12 Katastrophen aus Österreich. Nach Monaten geordnet. Selbstverlag Josef Mikl, Wien 1969.
- Die Hawranek auf dem Mars. 12 Eingriffe in das Journalistenleben. Selbstverlag Josef Mikl, Wien 1972.
- Josef Mikl. Textbeiträge von Werner Hofmann, Günter Busch, Otto Breicha, Fritz Koreny, Otto Mauer und Albert Schulze Vellinghausen. Gesellschaft der Kunstfreunde Wien, Wien 1979.
- Acht lose Arbeiten zum Verständnis der Hawranek. Selbstverlag Josef Mikl, Wien 1982.
- Die Aufführung in der Sandgrube oder Der Müller und sein Kind in vier Akten und dreizehn Szenen mit dem Schlußauftritt der Hawranek. Selbstverlag Josef Mikl, Wien 1987.
- Josef Mikl 1980–87. Einleitung von Artur Rosenauer. Selbstverlag, Wien [1988].
- Josef Mikl Arbeiten 1988–1993. Einleitung von Artur Rosenauer. Selbstverlag, Wien [1994].
- Zum Deckenbild und zu den Wandbildern des Grosser Redoutensaales der Wiener Hofburg. 1994 - 1997. Eigenverlag Josef Mikl, Wien 1997.
- Josef Mikl – Johann Nestroy, Häuptling Abendwind. Vorarbeiten, Bühnenentwürfe, Ölbilder, Graphik 1994 – 1998. Zusammengestellt von Josef Mikl. Selbstverlag, Wien 1998.
- Aigner, Carl; Belgin, Tayfun (Hg.): Josef Mikl retrospektiv, 1947–2003. Katalog zur Ausstellung in der Kunsthalle Krems, 7. November 2004 – 13. Februar 2005. Krems 2004.
- Josef Mikl. Arbeiten 1997–2008. Hg. von Josef Mikl und Brigitte Mikl-Bruckner. Mitarbeit: Judith Schober. Wien 2009.